# Mohammed bin Sulayem
Mohammed bin Sulayem (àrab: محمد بن سليم; Dubai, Emirats Àrabs Units; 12 de novembre de 1961) és un pilot de ral·li actualment retirat i dirigent automobilístic emiratí. Des de 2021 és president de la Federació Internacional d'Automobilisme (FIA).
A la seva trajectòria com a pilot, Bin Sulayem dominà el Campionat de Ral·lis de l'Orient Mitjà durant dos dècades, obtenint 14 títols, sis dels quals amb Toyota i els vuit restants amb Ford, sumant en total més de 60 victòries en diferents ral·lis. També ha disputat de forma puntual proves del Campionat d'Europa de Ral·lis i del Campionat Mundial de Ral·lis.
Al desembre de 2021, Bin Sulayem fou nomenat president de la Fédération Internationale de l'Automobile en substitució de Jean Todt.